# Bojnurd
Bojnurd (farsi بجنورد) è il capoluogo del Khorasan settentrionale, nell'Iran nord-orientale. Aveva, nel 2006, 172.772 abitanti. Si trova a un'altitudine di 1.070 m s.l.m.